# Eichsfelder Pforte

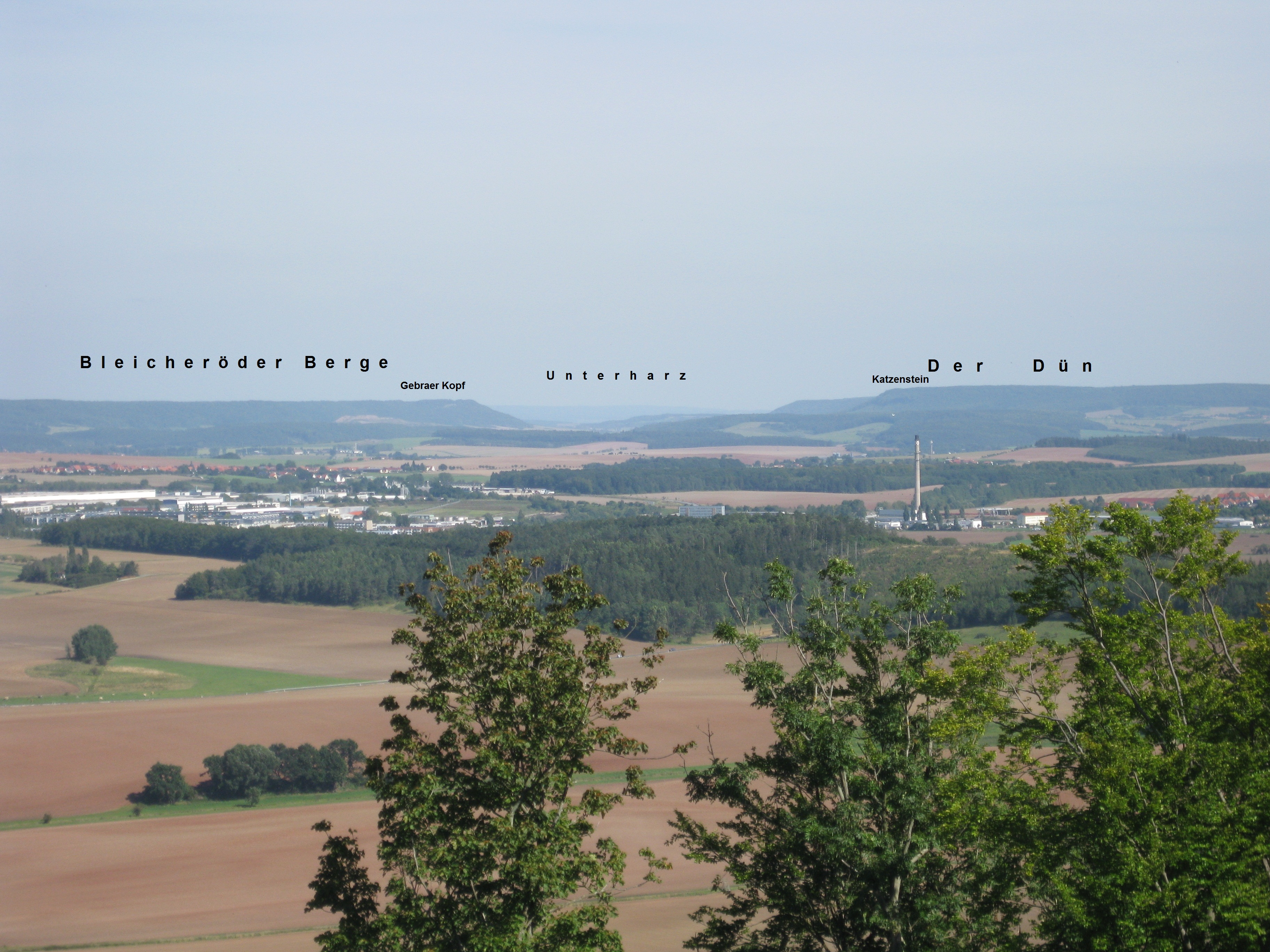
Die Pforte von der Burg Scharfenstein aus gesehen

Die Eichsfelder Pforte ist ein von Westen nach Osten verlaufendes, rund zwei Kilometer breites Tal im Südwesten des Landkreises Nordhausen in Nordthüringen.

## Lage
Es wird von den Bleicheröder Bergen im Norden und der Nahtstelle zwischen Dün und Hainleite im Süden begrenzt und stellt entlang der Wipper die Pforte des Eichsfelder Kessels mit Sollstedt im Westen zum Nordthüringer Hügelland mit Obergebra im Osten dar. Der Name entstand durch von Nordhausen gen Westen ziehende Kaufleute, die das Tal auf ihrem Weg zum Eichsfeld passieren mussten. Bleicherode unmittelbar im Nordosten ist die am nächsten gelegene größere Stadt.

## Natur
Das Tal ist schon von Weitem aus nordöstlicher bzw. südwestlicher Richtung zu sehen und fällt durch seine symmetrische Form auf. Die eigentlich sichtbare Begrenzung bilden dabei der Gebraer Kopf (447 m) in den Bleicheröder Bergen sowie der Kamm des nordöstlichen Dün zwischen den Gipfeln Kriegsberg (485 m) und Katzenburg (477 m) am Katzenstein, einer sich etwa 200 Meter über dem Wippertal erhebenden bewaldeten Felswand südlich von Sollstedt. 

## Verkehr
Das enge Tal war bereits seit Jahrhunderten ein Handelsweg zwischen Ost und West. Heute verlaufen hier die Bahnstrecke Halle–Hann. Münden, die Bundesautobahn 38 (die so genannte Südharzautobahn mit dem westlich gelegenen Höllbergtunnel) und die Landesstraße 3080 (bis 31. Dezember 2010 Bundesstraße 80).

## Sonstiges
Die Eichsfelder Pforte war der Namensgeber der ehemaligen Verwaltungsgemeinschaft Eichsfelder Pforte, die deckungsgleich mit der heutigen Gemeinde Sollstedt ist.